# Marquinhos Maraial
Marquinhos Maraial, nome artístico de Marcos Antônio Ferreira Soares (Belém de Maria, 16 de fevereiro de 1966) é um cantor, compositor, instrumentista e produtor musical brasileiro e ex-prefeito do município de Maraial.

## Carreira
Como compositor, Marquinhos Maraial diz ter mais de mil músicas gravadas. No currículo, composições para as vozes de Luan Santana, Ivete Sangalo, Gusttavo Lima, Bruno & Marrone, Leonardo, Magníficos, Companhia do Calypso, Araketu, Flávio José, Jorge de Altinho, Geraldinho Lins, etc. A lista é inclui hits do axé ao gospel.

Marquinhos produziu várias bandas de forró eletrônico nas década de 1990 e 2000 e manteve parceria de mais de 15 anos com a Banda Calypso. São dele algumas canções de sucesso do grupo, ao lado de parceiros como Edu Luppa e Beto Caju.
As bandas que ajudaram a me projetar foram Magníficos, Limão com Mel, Calcinha Preta, Brucelose, Aviões do Forró, Brasas do Forró dentre tantas outras". 
Entre 2006 e 2010, Marquinhos Maraial e o também cantor e compositor Edu Luppa, uniram suas carreiras para cantar suas próprias canções e de alguns amigos de trabalho, formando a dupla Edu & Maraial.
Em 2011, Marquinhos resolveu largar os palcos para ficar apenas nos bastidores. Em 2014, Marquinhos iniciou carreira gospel e lançou o DVD Esperou por Mim, gravado na Praia do Paiva, e, em 2015, o álbum Porção Dobrada, ambos pela gravadora Novo Tempo.
"Minha função no estúdio é produzir, dirigir e fazer um arranjo. Trabalho usando meu dom para sustentar minha família. Só canto para Deus agora".
Em 2018, ele voltou ao secular e lançou seu novo DVD, intitulado "Marquinhos Maraial – Reinventado", gravado em Recife. O projeto conta com vários hits e canções inéditas.

## Discografia

### Álbuns de estúdio
- 1999: Conexão Sertaneja
- 2001: Os Corceis - Xeque-Mate
- 2002: Marquinhos Maraial & Os Corceis
- 2003: Acústico
- 2008: Edu & Maraial - Para Todos Os Gostos
- 2015: Porção Dobrada

### Álbuns ao vivo
- 2002: Marquinhos Maraial & Os Corceis, vol. 2 - Ao Vivo
- 2010: Edu & Maraial - Ao Vivo

### Videografia
- 2014: DVD "Esperou Por Mim"
- 2018: DVD "Reinventado"

### Participações
- 1998: Forró da Brucelose & Gilson Neto - Forró da Brucelose & Gilson Neto, vol. 4
- 1999: Caviar com Rapadura - Viver Por Você
- 2000: Moleca 100 Vergonha - Moleca 100 Vergonha, vol. II
- 2000: Caviar com Rapadura - Bailão - Ao Vivo
- 2001: Forró Sucesso - Fazendo Acontecer
- 2002: Calcinha Preta - Ao Vivo, vol. 8
- 2002: Caviar com Rapadura - Lua dos Namorados
- 2003: Banda Karisma - Não faz Assim
- 2004: Noda de Caju - Ao Vivo em Fortaleza
- 2005: Forró Saborear - O Verdadeiro Sabor do Forró!
- 2007: Calcinha Preta - Fica Comigo, Paulinha!
- 2008: Noda de Caju - Nossa História de Amor
- 2009: Banda Calypso - Amor sem Fim

## Política
Em 2008, foi eleito prefeito de Maraial. Durante o mandato, foi afastado do cargo duas vezes, a primeira vez em dezembro de 2011 e a segunda, em setembro de 2012, pela acusação de vários atos de improbidade administrativa, entre eles, segundo a decisão judicial (2012) dada pelo juiz José Wilson Soares Martins em ação ajuizada pelo MPPE, atraso de salários, não recolher as contribuições previdenciárias, retenção dolosa de valores descontados em empréstimos consignados e recusa injustificada de prestar contas ao TCE.